# Filip I z Heinsbergu
Filip z Heinsbergu (ur. ok. 1130, zm. 13 sierpnia 1191 pod Neapolem) – arcybiskup Kolonii i książę-elektor Rzeszy od 1167 r., książę Westfalii od 1180 r., jedna z głównych postaci dworu Fryderyka I Barbarossy, a następnie Henryka VI Hohenstaufa.

## Życiorys
Filip był synem Goswina II z Heinsbergu i Valkenburga oraz Adelajdy z Sommerschenburga. Uczył się w szkołach w Kolonii i Reims. Swoją karierę zawdzięczał związkom z arcybiskupem Kolonii Rainaldem z Dassel – został dziekanem katedralnym w Kolonii, prepozytem katedralnym i archidiakonem w Liège, a Rainald oddawał w ręce Filipa zarząd nad swoją archidiecezją w czasie swoich nieobecności (podczas jednej z nich Filip skutecznie bronił biskupiego księstwa przed palatynem reńskim Konradem). W latach 1166/67 Filip wziął udział w wyprawie cesarza Fryderyka Barbarossy do Italii. Na początku 1167 r. cesarz mianował Filipa kanclerzem Rzeszy, a po śmierci Rainalda kilka miesięcy później kapituła katedralna w Kolonii wybrała go na kolejnego arcybiskupa Kolonii. Intronizowany został po powrocie z Italii w 1168 r.
Filip był ważną osobą w otoczeniu cesarza. Wypełniał dla niego zadania dyplomatyczne w związku z konfliktem z papieżem Aleksandrem III, czy sporami z innymi monarchami. Brał też udział w działaniach wojennych, w tym podczas italskich wypraw cesarza oraz wojny przeciwko Henrykowi Lwu. Po pokonaniu tego ostatniego otrzymał w 1180 r. od cesarza godność księcia Westfalii (związane z tym nabytki terytorialne istotnie zwiększyły znaczenie arcybiskupiego księstwa). Na terenach księstwa Filip zakładał zamki i klasztory, stopniowo rósł w siłę, i ok. 1184 r. obrócił się przeciwko cesarzowi. W konflikcie Fryderyka Barbarossy z papieżem Urbanem III Filip stanął po stronie papieskiej, za co w 1187 r. został mianowany papieskim legatem, przewodził też koalicji opozycyjnych wobec cesarza książąt saskich.
Po śmierci papieża Urbana w końcu 1187 r. Filip pogodził się z cesarzem. Po wyjeździe Fryderyka na wyprawę krzyżową Filip pozostał w kraju i służył jego synowi Henrykowi VI (którego jeszcze w 1169 r. koronował na króla Niemiec). Pośredniczył w zawarciu pokoju między Henrykiem VI i Henrykiem Lwem w 1190 r. W 1191 r. wyruszył z wojskiem królewskim do Italii, gdzie zmarł wskutek zarazy pod Neapolem.